# Liste des ministres italiens des Infrastructures et des Transports
Cet article dresse la liste des ministres italiens des Infrastructures et des Transports depuis la création du ministère, en 2001. Il porte le titre de ministre des Infrastructures et de la Mobilité durable depuis le 26 février 2021.
Le ministre actuel est Matteo Salvini, nommé le 22 octobre 2022 par le président de la République Sergio Mattarella, sur proposition de la présidente du Conseil des ministres Giorgia Meloni.

## Liste des ministres
| Ministre (Naissance–Décès)                                                                                          | Ministre (Naissance–Décès)                                    | Mandat                                                     | Parti | Parti       | Gouvernement      |
| --- | ------------------------------------------------------------- | ---------------------------------------------------------- | ----- | ----------- | ----------------- |
| | Pietro Lunardi, (1939– )                                      | 11 juin 2001 - 17 mai 2006 4 ans, 11 mois et 6 jours       |       | FI          | Berlusconi II·III |
| Ministère supprimé                                                                                                  |                                                               |                                                            |       |             |                   |
| | Altero Matteoli (1940–2017)                                   | 8 mai 2008 - 16 novembre 2011 3 ans, 6 mois et 8 jours     |       | PDL         | Berlusconi IV     |
| | Corrado Passera (1954– ) Ministre du Développement économique | 16 novembre 2011 - 28 avril 2013 1 an, 5 mois et 12 jours  |       | Indépendant | Monti             |
| | Maurizio Lupi, (1954– )                                       | 28 avril 2013 - 20 mars 2015 1 an, 10 mois et 20 jours     |       | PDL / NCD   | Letta             |
| Renzi | Maurizio Lupi, (1954– )                                       | 28 avril 2013 - 20 mars 2015 1 an, 10 mois et 20 jours     |       | PDL / NCD   |                   |
| | Graziano Delrio, (1960– )                                     | 2 avril 2015 - 1er juin 2018 3 ans, 1 mois et 30 jours     |       | PD          | Renzi             |
| Gentiloni | Graziano Delrio, (1960– )                                     | 2 avril 2015 - 1er juin 2018 3 ans, 1 mois et 30 jours     |       | PD          |                   |
| | Danilo Toninelli (1974– )                                     | 1er juin 2018 - 5 septembre 2019 1 an, 3 mois et 4 jours   |       | M5S         | Conte I           |
| | Paola De Micheli (1973– )                                     | 5 septembre 2019 - 13 février 2021 1 an, 5 mois et 8 jours |       | PD          | Conte II          |
| | Enrico Giovannini (1957– )                                    | 13 février 2021 - 22 octobre 2022 1 an, 8 mois et 9 jours  |       | Ind.        | Draghi            |
| | Matteo Salvini (1973– )                                       | depuis le 22 octobre 2022 2 ans, 4 mois et 20 jours        |       | Ligue       | Meloni            |
| Titres successifs : - Infrastructures et Transports (2001-2021) - Infrastructures et Mobilité durable (depuis 2021) |                                                               |                                                            |       |             |                   |